# L'angelo di Hitchcock
L'angelo di Hitchcock è un album del cantante Gianni Dei pubblicato nel 1991 dalla Fonit Cetra.

## Tracce
Lato A
1. Un sabato (G. Dei, C. Castellari)
2. Ma che feeling (G. Dei, C. Castellari)
3. Roma magica (G. Dei, C. Castellari)
4. Bahamas (G. Dei, C. Castellari, E. Bassetta, G. Nicoloso)
5. La notte (D. Guidazzi, G. Giulianini)
6. Marinai marinai (G. Ungheriano, C. Castellari)

Lato B
1. L'angelo di Hitchcock (G. Dei, N. Iorio, F. Borasio)
2. Bionda (G. Dei, N. Iorio, F. Borasio)
3. In quel Bar d'avventura (G. Dei, N. Iorio, F. Borasio)
4. Tu che vuoi da me ragazzina (G. Dei, C. Castellari)
5. Non passa il tempo (G. Dei, E. Bassetta)
6. Confusione dentro me (G. Dei, C. Castellari)